# برنارد فرنسيس لو
برنارد فرنسيس لو (بالإنجليزية: Bernard Francis Law)‏ هو عالم عقيدة أمريكي، ولد في 4 نوفمبر 1931 في توريون في المكسيك، وتوفي في 20 ديسمبر 2017 في روما في إيطاليا بسبب سرطان البروستاتا.

## وصلات خارجية
- برنارد فرنسيس لو على موقع الموسوعة البريطانية (الإنجليزية)
- برنارد فرنسيس لو على موقع إن إن دي بي (الإنجليزية)